# Контагиозный моллюск
Контагиозный моллюск (новолат. molluscum contagiosum, устар.: оспенноподобное акне) — вирусная инфекция, вызываемая одним из вирусов группы оспы, которая поражает кожу и иногда слизистые оболочки.
Наиболее часто инфекция возникает у детей в возрасте от одного до десяти лет. Инфекция передаётся при непосредственном контакте с больным или через загрязнённые предметы обихода. В типичном случае у взрослых приводит к образованию на наружных половых органах, бёдрах, ягодицах или нижней части живота узелков, приподнятых над поверхностью кожи. Они имеют полушаровидную форму. По цвету совпадают с нормальной окраской кожи или слегка розовее её. В середине полусферы имеется вдавление, чем-то напоминающее человеческий пупок. Величина этих безболезненных поражений, появляющихся обычно спустя 3—6 недель после заражения, варьирует от 1 мм до 1 см в диаметре; они имеют розовато-оранжевую окраску с перламутровой верхушкой. При надавливании на узелок из него, как из угря, выделяется творожистая пробка, состоящая из ороговевших клеток эпидермиса и овоидных телец. Чаще всего контагиозный моллюск не доставляет серьёзных неприятностей и исчезает сам по себе примерно в течение 6 месяцев; поэтому лечение требуется не во всех случаях.

## Возбудитель

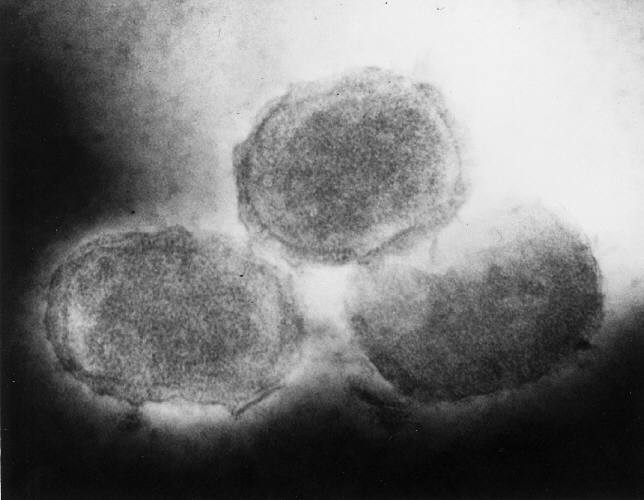
Вирусы контагиозного моллюска при электронной микроскопии

Фильтрующийся вирус контагиозного моллюска поражает только человека, не переносится животными и близок к вирусам оспы. Существует 4 типа вируса контагиозного моллюска (MCV-1, MCV-2, MCV-3, MCV-4). Из них наиболее распространён MCV-1, а MCV-2 обычно проявляется у взрослых и часто передаётся половым путём. Также может передаваться через воду (например, бассейн). Внутри образования находится жидкость, через которую он переносится и размножается.
Контагиозным моллюском заражает вирус (вирус контагиозного моллюска), который входит в группу поксвирусов. Этот вирус переходит от человека к человеку в результате прямого контакта и наиболее распространен у детей. Кроме того, им можно заразиться при половой близости, наиболее восприимчивыми к вирусу являются люди с нарушениями функционирования иммунной системы. Контагиозный моллюск может распространяться в процессе чесания или трения поражённой кожи.
Кожные образования контагиозного моллюска иногда путают с образованиями, вызванными вирусом папилломы человека.

## Симптомы

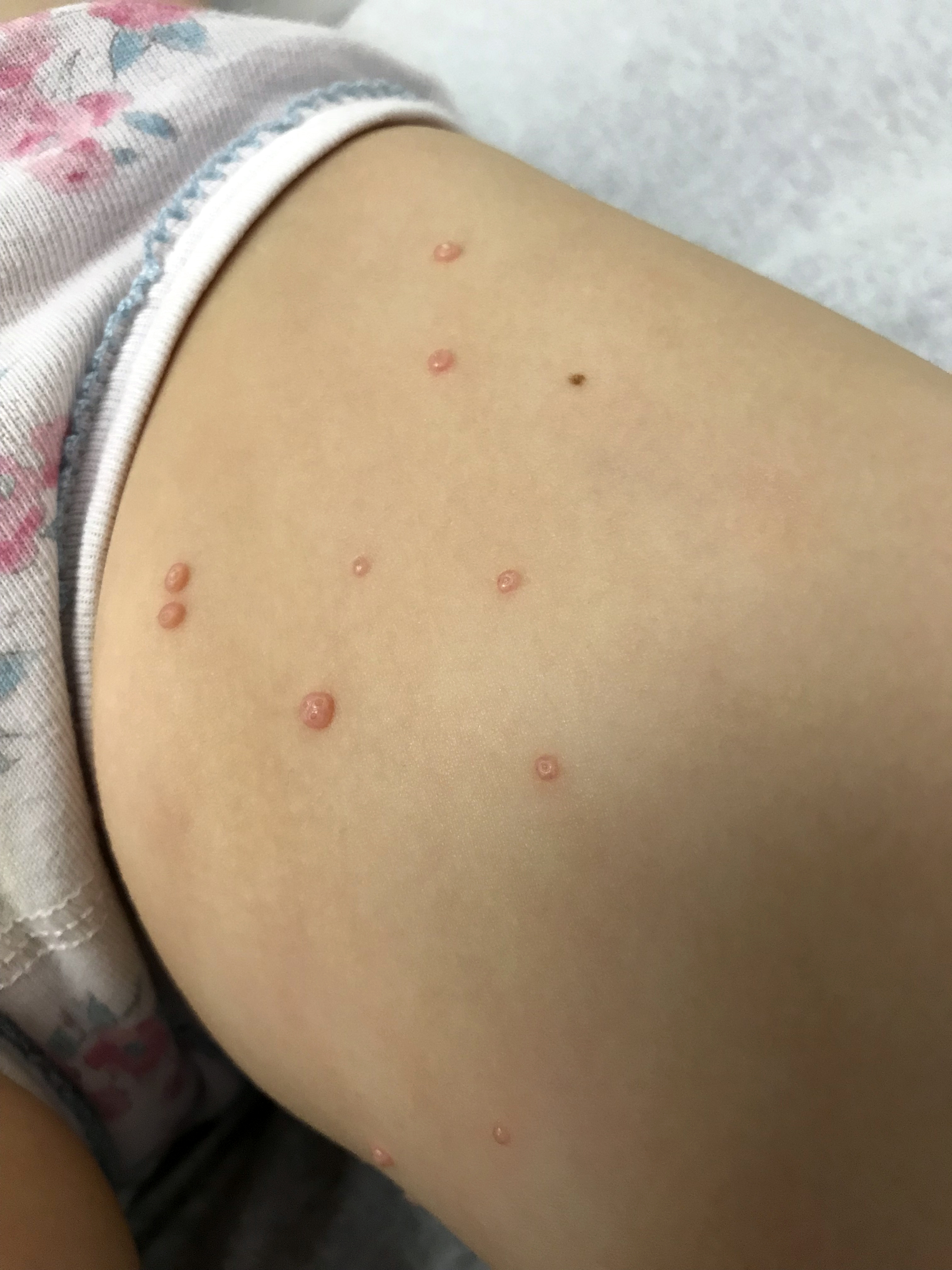
Кожные элементы при контагиозном моллюске на бедре у ребёнка

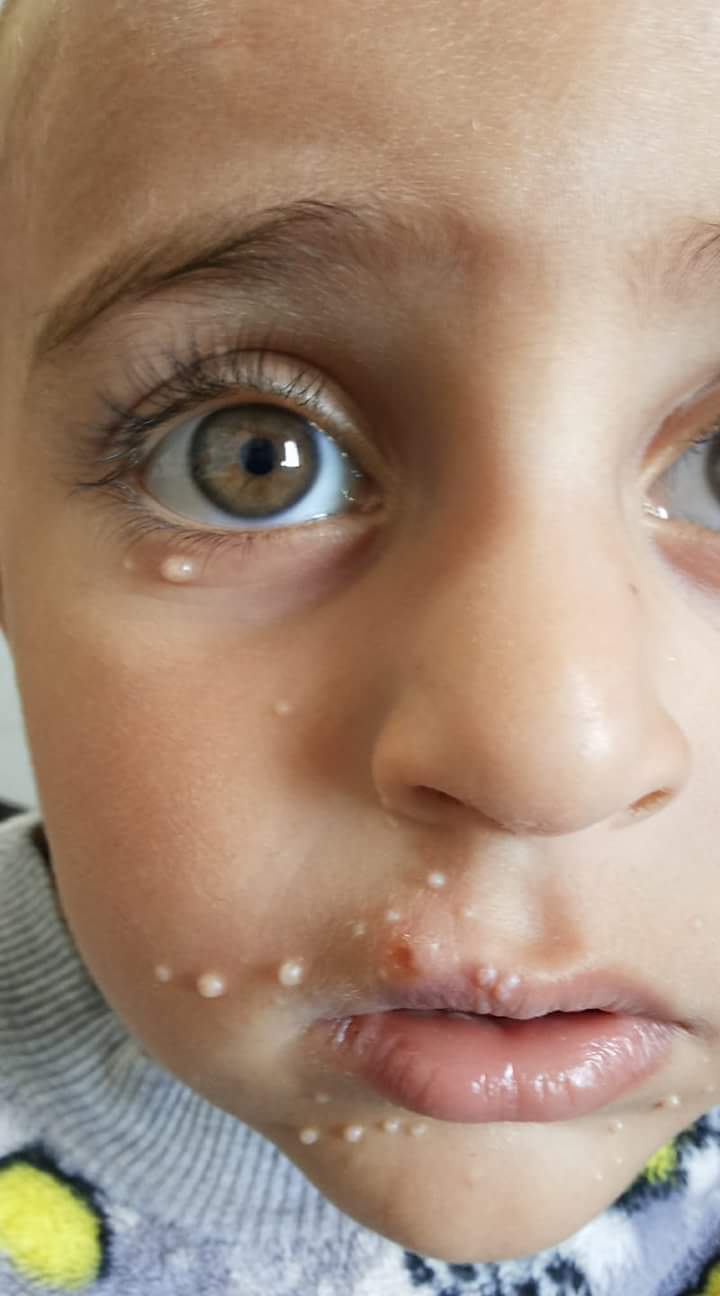
Кожные элементы при контагиозном моллюске на лице у ребёнка

Чаще всего папулы, являющиеся непосредственными признаками этого заболевания, локализуются у детей на лице, туловище и конечностях, у взрослых — в области гениталий, на животе и внутренней части бёдер. Чаще всего папулы:
- не вызывают болевых ощущений, но иногда сопровождаются зудом;
- небольшого размера (от 2 до 5 мм в диаметре);
- в центре имеют ямочку;
- вначале плотные, куполообразной формы, телесного цвета, со временем становятся мягче;
- имеют сердцевину из белого, воскообразного материала.

Контагиозный моллюск у людей с нормальной иммунной системой обычно исчезает спонтанно по истечении нескольких месяцев или лет. Инфективность вируса контагиозного моллюска возрастает в условиях тепла, влажности, скученности и особенно при снижении клеточного иммунитета. Поэтому у больных СПИДом или другими заболеваниями, поражающими иммунную систему, повреждения, связанные с воздействием контагиозного моллюска, могут быть более обширными.

## Клиника
Инкубационный период длится от 2 недель до нескольких месяцев. Вначале на коже возникают мелкие, плоские узелки (1,5—2 мм) беловато-жёлтого цвета с перламутровым оттенком, которые быстро становятся крупными (5—7 мм) и принимают полушаровидную форму с центральным пупкообразным вдавлением. При надавливании на узелок выходит творожистая белая масса, при микроскопических исследованиях которой выявляются дегенеративные овальные эпителиальные клетки с крупными протоплазматическими включениями (моллюсковые тельца Липшютца). Элементы расположены изолированно, но могут сливаться, образуя крупные бляшки размерами до 1—2 см (гигантская форма), или располагаться на тонкой ножке (педикулярная форма).
Количество узелков чаще варьируется от 1—2 до 10. Описаны случаи генерализованного контагиозного моллюска, когда количество элементов достигает нескольких десятков. При этом элементы бывают мелких размеров (милиарная форма).

## Лечение
Применяются разнообразные методы прижигания — химические (йод, перекись водорода, чистотел, салициловая кислота, кантаридин, бердазимер), термические (лазер, диатермокоагуляция, криотерапия) и другие. Как и все вирусные инфекции, невосприимчив к антисептикам на основе спирта, в том числе к «зелёнке». Образования контагиозного моллюска нельзя сушить и повреждать. При задевании необходимо подвергнуть все поверхности дезинфекции или хорошо промыть с мылом.
Лечение лучше осуществлять у специалиста для соблюдения стерильности. При лечении йодом поражённое место в течение нескольких дней прижигается раствором 1—2 раза в день. Также применяется лидокаин в форме спрея для обезболивания, чистотел для прижигания. «Фукорцин» и другие средства применяются для остановки дальнейшего распространения инфекции. Применение «Молюстина» приводит к разрушению клеток, поражённых вирусом и вызывает этим защитную реакцию кожи. Лечение длительное, профилактика ежедневная.
В некоторых случаях, особенно если ребенок неспокоен, применяется седация или общий наркоз.
В отличие от герпеса, который годами может сохраняться в организме и давать рецидивы, контагиозный моллюск поражает только кожу и полностью исчезает после отмирания последнего образования. Тем не менее иммунитет к этому вирусу временный, и человек может заразиться повторно. Также при кажущемся исчезновении всех образований есть вероятность, что сохранились ещё несколько маленьких и потому незамеченных.